# 카루아루

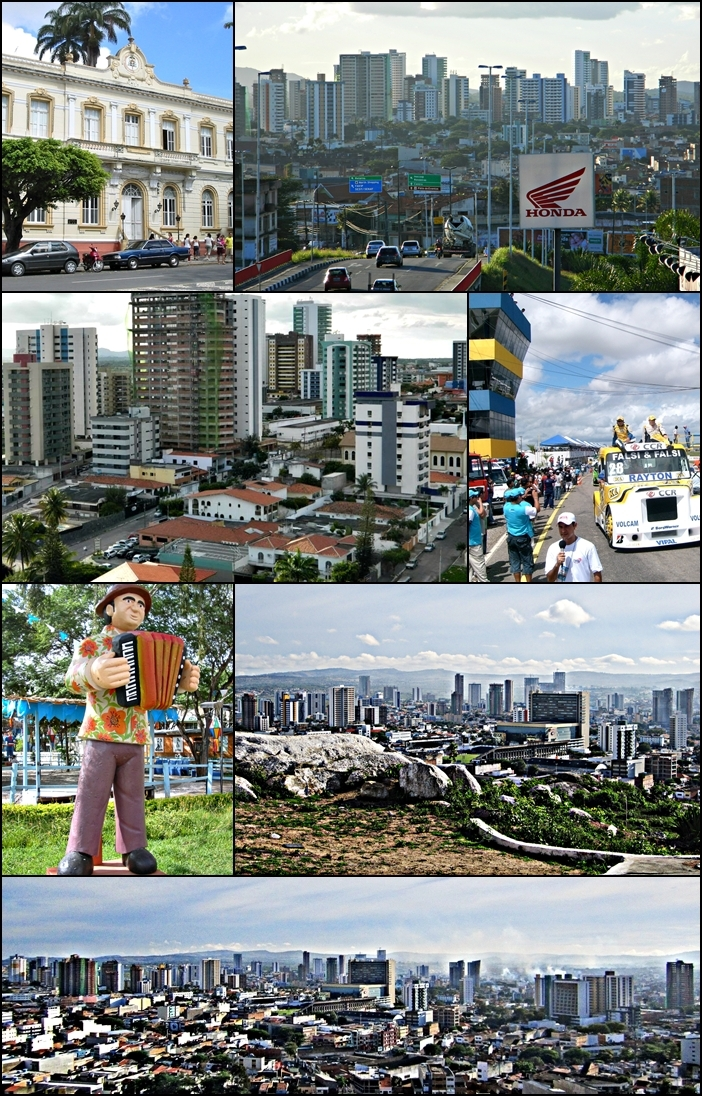
카루아루

카루아루(포르투갈어: Caruaru)는 브라질 페르남부쿠주의 도시로 면적은 920.61km2, 높이는 545m, 인구는 402,290명(2024년 기준), 인구 밀도는 324.2명/km2이다. 페르남부쿠 주의 내륙 지방인 아그레스치(Agreste) 지방에 위치하며 문화적인 중요성 때문에 "아그레스치의 수도", "아그레스치의 어린 왕자" 등의 별명으로 부르기도 한다.